# 卡塔琳娜·莫利托

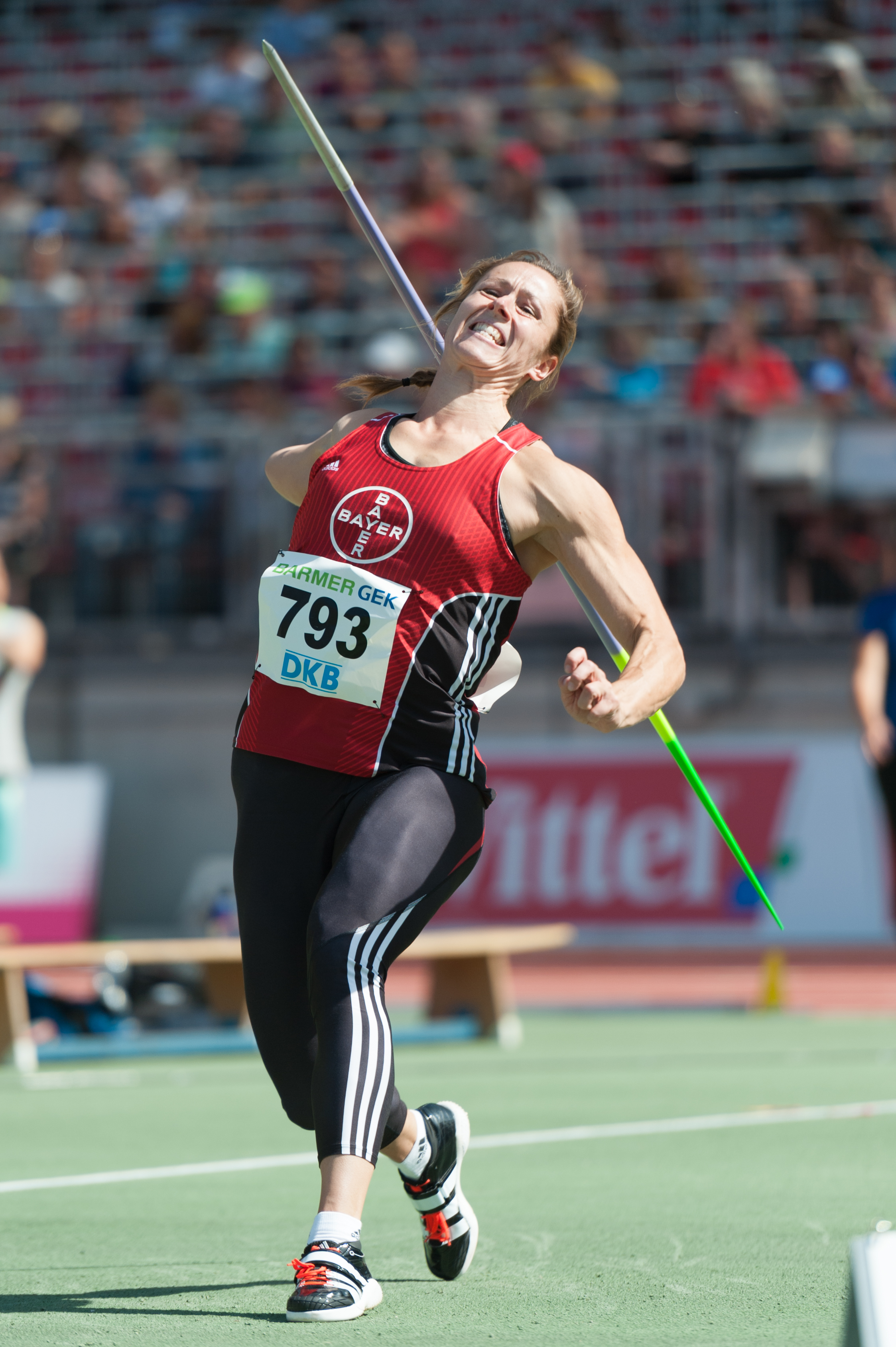
2015年

卡塔琳娜·莫利托（Katharina Molitor，1983年11月8日—）是一名德国女子标枪运动员。她曾经是 Bayer Leverkusen 排球队的一名球员。
她在2008年奥运会上名列女子标枪第八位；而在2012年奥运会上升至第六位。
2015年8月她在北京以67.69米赢得2015年世界田径锦标赛女子标枪金牌。她是师范毕业的中學老师，除了排球和田径的体育老师，她还是数学教师。

## 外部連結
- 卡塔琳娜·莫利托在的頁面
- Official website （页面存档备份，存于） （德文）
- DLV profile （页面存档备份，存于） （德文）